# Volga–Östersjökanalen

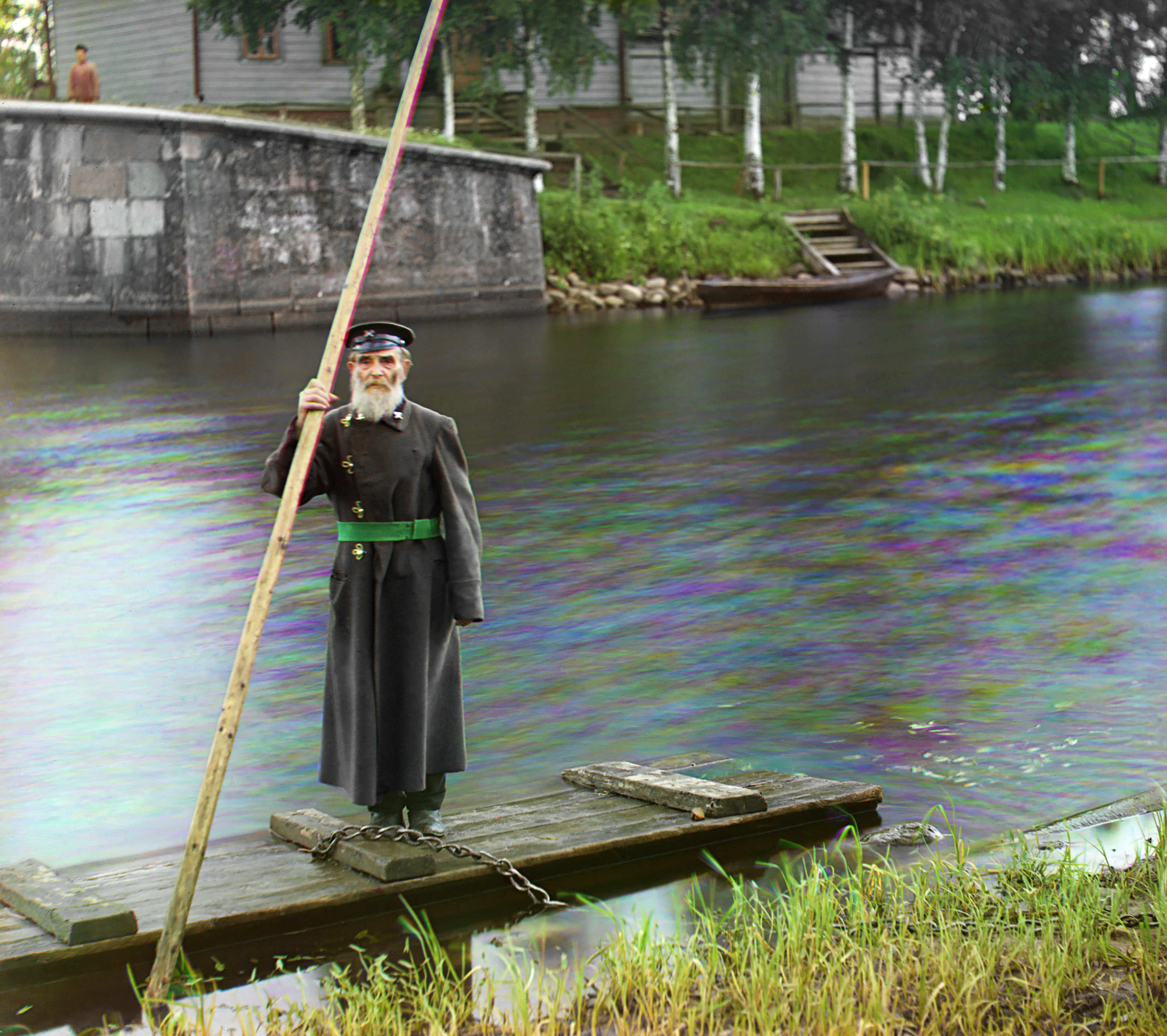
Pinchus Karlinskij, 84 år gammal, slussvakt vid Mariinskkanalen, fotograferad av Sergej Prokudin-Gorskij år 1909

Volga–Östersjökanalen (tidigare omnämnd som Mariinskkanalen) är ett kanal- och flodsystem i Ryssland som förbinder floden Volga med Östersjön. Dess längd från Tjerepovets vid Rybinskreservoaren till Onega är 368 kilometer.
Sedan tsar Peter den store hade erövrat området söder och öster om Finska viken från Sverige, behövdes det ett säkert sätt för flodtransporter i Ryssland. Det första kanalsystemet hette Vysjnij Volotjok och stod klart 1709. Under Alexander I's tid vid makten byggdes kanalsystemet ut med Tichvinkanalen (1811) och Mariinskkanalen (1810). Den senare blev den ekonomiskt mest betydande och tekniskt avancerade av dessa tre. I början av 1960-talet byggdes kanalen om för att kunna ta större fartyg, bland annat blev 39 slussar endast 7.
Kanalen är fortfarande en viktig transportled för Ryssland.